# Ministeri de Medi Ambient de Luxemburg
El Ministre de Medi Ambient de Luxemburg (luxemburguès Ëmweltministere vu Lëtzebuerg) fou un càrrec del gabinet de Luxemburg. El ministre de Medi Ambient és el responsable de portar a terme la política del govern sobre el medi ambient; per garantir el desenvolupament sostenible; promoure el desenvolupament de noves fonts d'energia i per la protecció dels boscos, parcs i àrees d'importància per al medi ambient.
L'oficina va ser creada el 17 de juny de 1974, sota les proteccions del Ministre de Salut Pública i Medi Ambient (Ministre de la Santé publique et de l'Environnement). El 16 de setembre de 1977, el medi ambient es va separar de la salut pública, i es va combinar amb el de turisme, amb la creació del càrrec de Ministre de Medi Ambient i Turisme (Ministre de l'Environnement et du Tourisme). Creat per primera vegada com un post a part, el 20 de juliol de 1979. Va ser subsumida dintre de la major oficina del Ministre de Planificació i Medi Ambient (Ministre de l'Aménagement du Territoire et de l'Environnement), entre el 14 de juliol de 1989 i 13 de juliol 1994, abans d'ésser fundada com una posició independent. El 23 de juliol de 2009, es va fusionar amb el Ministeri d'Obres Públiques i Ministeri de Transports per crear el nou títol de Ministeri de Desenvolupament Sostenible i Infraestructura.

## Llista de ministres de Medi Ambient
| Ministre             | Ministre        | Partit | Data inici             | Data fi                | Primer Ministre      |
| -------------------- | --------------- | ------ | ---------------------- | ---------------------- | -------------------- |
|                      | Émile Krieps    | DP     | 17 de juny de 1974     | 16 de setembre de 1977 | Gaston Thorn         |
|                      | Josy Barthel    | DP     | 16 de setembre de 1977 | 20 de juliol de 1979   | Gaston Thorn         |
| 20 de juliol de 1979 | Josy Barthel    | DP     | 20 de juliol de 1984   | Pierre Werner          |                      |
|                      | Robert Krieps   | LSPA   | 20 de juliol de 1979   | 14 de juliol de 1989   | Jacques Santer       |
|                      | Alex Bodry      | LSAP   | 14 de juliol de 1989   | 13 de juliol de 1994   | Jacques Santer       |
|                      | Johny Lahure    | LSAP   | 13 de juliol de 1994   | 26 de gener de 1995    | Jacques Santer       |
| 26 de gener de 1995  | Johny Lahure    | LSAP   | 30 de gener de 1998    | Jean-Claude Juncker    |                      |
|                      | Alex Bodry      | LSAP   | 30 de gener de 1998    | Jean-Claude Juncker    | 7 d'agost de 1999    |
|                      | Charles Goerens | DP     | 7 d'agost de 1977      | Jean-Claude Juncker    | 31 de juliol de 2004 |
|                      | Lucien Lux      | LSAP   | 31 de juliol de 2004   | Jean-Claude Juncker    | 23 de juliol de 2009 |